# 妙湛寺
24°57′38″N 102°45′18.8″E / 24.96056°N 102.755222°E

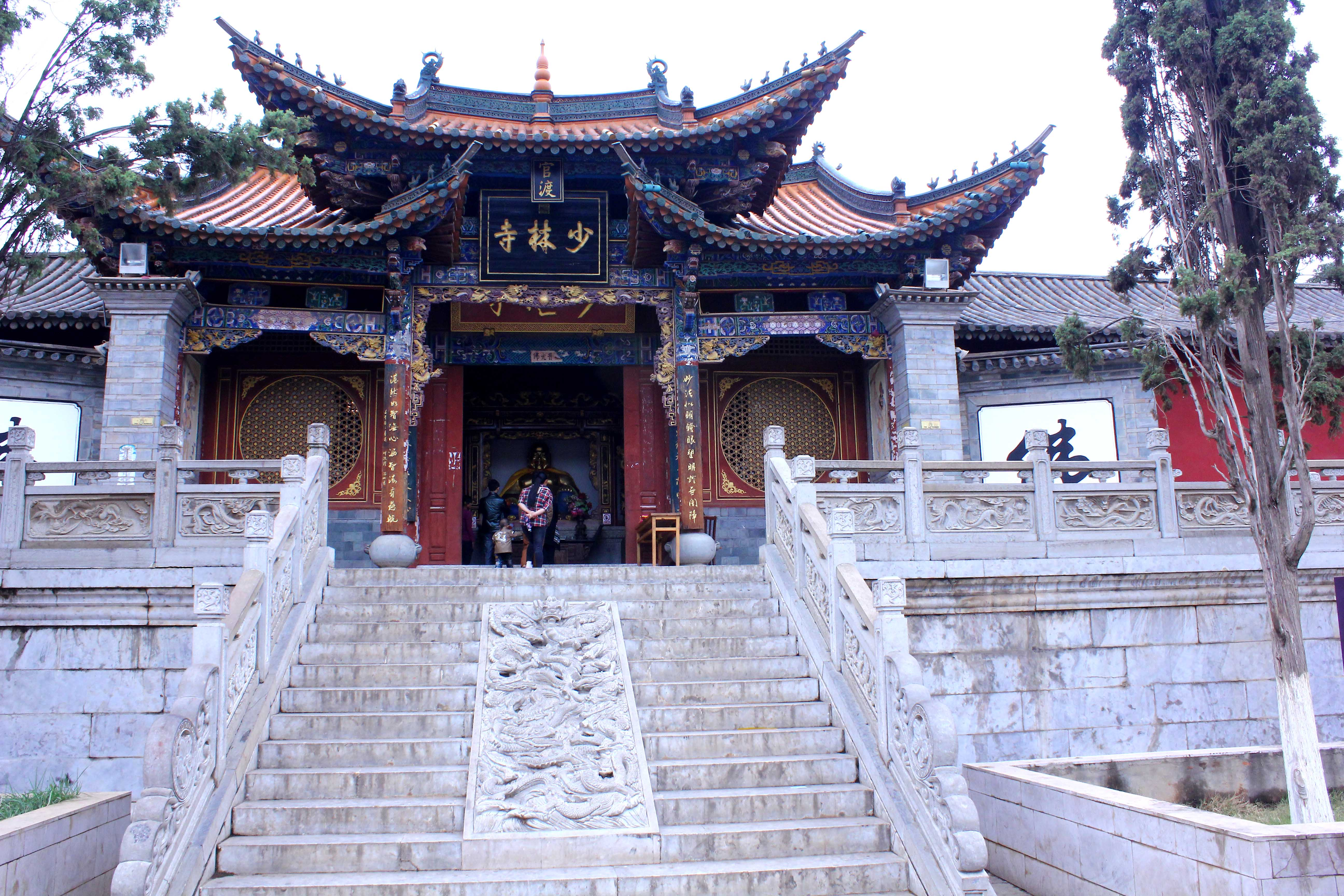
妙湛寺

妙湛寺，位于云南省昆明市东南郊官渡古镇内，为官渡“六寺之首”，其地原为滇池之一部分，地面下螺壳累积，故亦称螺峰寺。妙湛寺始建于元代至元二十七年（1290年），元贞元年（1295年）落成，后因被水淹倒塌。泰定二年（1325年）迁建于现址。明朝天顺二年（1458年），于山门内建密檐式砖塔二座，同时又于山门外中轴线上，建金刚宝座式石塔一座，即为著名的妙湛寺金刚塔。妙湛寺现存建筑为2002年修复。现妙湛寺双塔位于寺门外，一东一西相距约15米。原西塔于清道光十三年（1833年）毁于地震，2001年重新修建。双塔高17.4米，为十三层密檐塔。每值冬秋夜晚，两塔倒影移动，犹如大笔挥动，故称“笔写苍穹”，为官渡八景之一。
2008年，妙湛寺与官渡古镇内的土主庙、法定寺及观音寺一起交由少林寺托管，成为“官渡少林寺”的一部分。

## 图库

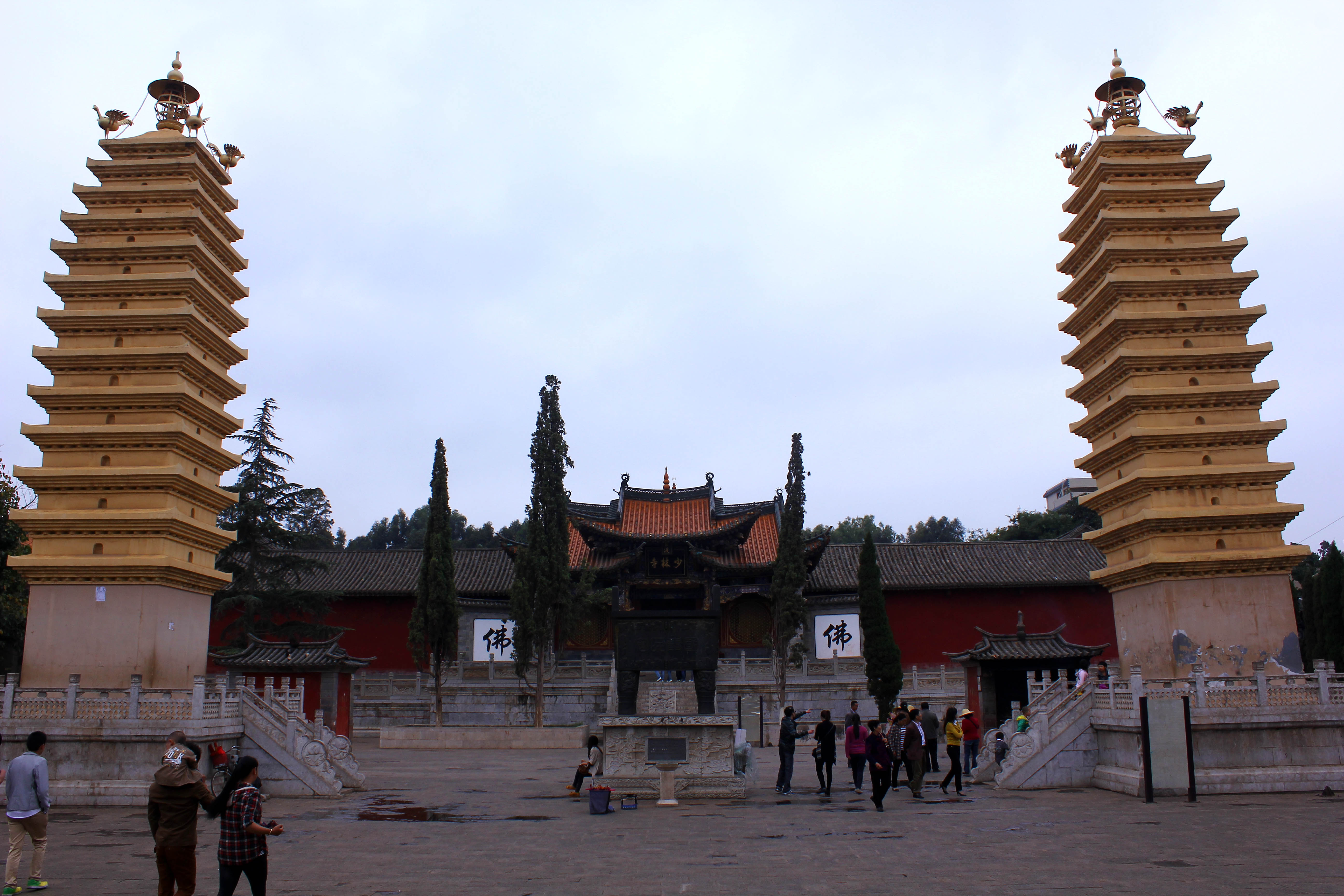
妙湛双塔
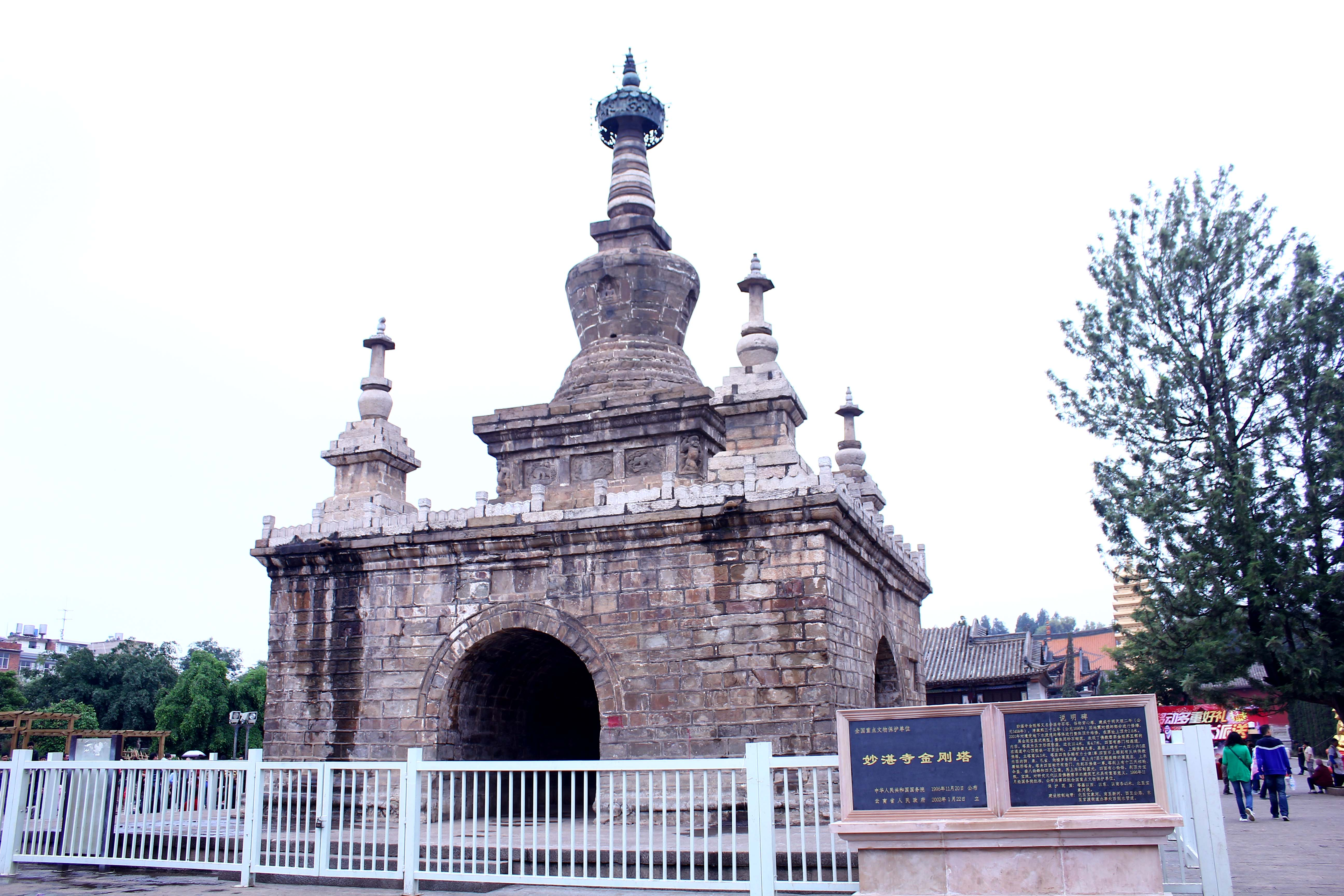
妙湛寺金刚塔